# خواكين كاباروس
| معلومات مدرب كرة قدم |                          |
| -------------------- | ------------------------ |
| مكان الولادة         | يوتريرا، سافيلا، إسبانيا |
| تاريخ الولادة        | 15 أكتوبر 1955           |
| الجنسية              | إسبانيا                  |
| المركز               | مدرب                     |
| النادي الحالي        | الأهلي القطري            |
| الطول                | 177 سم                   |
| الوزن                | 75 كغم                   |

خواكين كاباروس (بالإسبانية: Joaquín Caparrós)‏، (بالإسبانية:
Joaquín Caparrós) هو مدرب كرة قدم إسباني، يدرب حاليا نادي غرناطة في الدوري الإسباني للدرجة الأولى.

## قائمة بالأندية التي لعب فيها
| أندية الناشئين      | أندية المحترفين                           |
| ------------------- | ----------------------------------------- |
| ريال مدريد للناشئين | ريال مدريد ب، ليغانيز، كونغوينز، تارانكون |

## قائمة بالأندية التي درَّبها
| النادي              | الأعوام التي درَّب فيها النادي |
| ------------------- | ---------------------------- |
| سان خوسيه أوبريرو   | 1984-1981                    |
| كامبيلو             | 1986-1984                    |
| موتيللا             | 1989-1986                    |
| كاستيل لا مانخا     | 1990-1989                    |
| جيمناستيكو ألسيزار  | 1992-1990                    |
| كونغوينز            | 1993-1992                    |
| مانزاناريس          | 1995-1994                    |
| مورالو              | 1996-1995                    |
| ريكرياتيفو          | 1999-1996                    |
| أندالوسيا           | 2000-1998                    |
| فياريال             | 1999                         |
| إشبيلية             | 2005-2000                    |
| ديبورتيفو لاكورونيا | 2007-2005                    |
| أتلتيك بيلباو       | 2011-2007                    |
| نيوشاتل ساماكس      | 2011                         |
| ريال مايوركا        | 2011-2013                    |
| ليفانتي             | 2014-2013                    |
| غرناطة              | 2015-2014                    |

## روابط خارجية
- خواكين كاباروس على موقع قاعدة بيانات كرة القدم.إي يو (الإنجليزية)
- خواكين كاباروس على موقع بيانات كرة القدم. دي إي (الألمانية)
- خواكين كاباروس على موقع عالم كرة القدم.نت (الإنجليزية)